# Roland Verhavert
Roland Verhavert, (Melsele, 1 de mayo de 1927 - Melsele, 26 de julio de 2014), es un director y productor de cine y crítico de cine belga.

## Biografía
Roland Verhavert es conocido por haber codirigido su primera película con Rik Kuypers y Ivo Michiels Meeuwen sterven in de haven (1955), una de las películas más importantes del cine belga de los 50. El uso del blanco y negro, los escenarios urbanos, los vagabundeos desesperados de un héroe atormentado y las tensiones de una historia de detectives pueden sin duda vincularse a una estética expresionista, pero evoca algunas películas europeas como El tercer hombre, Forbidden Games) o películas americanas (On the Quays)) más cerca en el tiempo.
Roland Verhavert dirigió en 1972, Chronique d'une passion basada en la novela homónima de Herman Teirlinck, con Jan Decleir, Élizabeth Teissier, Renier Joskin y Liliane Vincent.
En 1973, dirigió Le Conscrit donde Jan Decleir interpreta el papel de Jan Braems, un campesino llamado a las filas. Le Conscrit relata una época en la que se sortearon los nombres de los jóvenes belgas para realizar el servicio militar durante largos años. Una obra que se estrenó a nivel mundial el 7 de enero de 1974. También fue presentada en el Festival de Cine de Berlín de 1974.
Su carrera continuó hasta 1993. Fue el productor ejecutivo de De Witte, basada en Ernest Claes, adaptada por Robbe De Hert en 1980, que, para él, expresa una mezcla de realidad y ficción. y fantasía.

## Filmografía
- 1955 : Les mouettes meurent au port (Meeuwen sterven in de haven)
- 1955 : Interludium (TV)
- 1957 : 56,79° Noord - 2,17° Oost
- 1959 : Levende jazz
- 1961 : Droomconcert (TV)
- 1962 : Allemande im Herbst
- 1962 : Schwarz-weiss Blues
- 1963 : Albisola mare, savona
- 1963 : Het Woord (TV)
- 1963 : Das Spezifische Gewicht
- 1964 : Kerkhofblommen (TV)
- 1964 : Le Lieutenant (De Luitenant) (TV)
- 1964 : Oude man, wat nu? (TV)
- 1965 : Ik was voor het sterven in de wieg gelegd (TV)
- 1966 : Koning Willem I (TV)
- 1966 : Het Afscheid
- 1969 : Gent (documentaire)
- 1969 : Architektuur, nu (TV)
- 1969 : Maurice Maeterlinck (TV)
- 1969 : Erasmus, civis totius mundi (TV)
- 1969 : Ansfred
- 1969 : Intérieur (TV)
- 1970 : Brussel (documentaire)
- 1971 : Een achtmoedige vrouw (TV)
- 1972 : Draad zonder einde
- 1972 : Chronique d'une passion (Rolande met de bles)
- 1973 : Le Conscrit (De loteling)
- 1974 : Limburgse impressies
- 1976 : Pallieter
- 1977 : Rubens, schilder en diplomaat
- 1978 : Zo is er maar één
- 1981 : Brugge, die stille
- 1982 : Overdag is er de zon
- 1982 : Made in Belgium
- 1983 : C.A. Suy
- 1986 : Dialogen voor morgen
- 1986 : Marc & Nathalie
- 1988 : Erven met eerbied
- 1989 : Boerenpsalm
- 1991 : De Helman Factor (TV)
- 1991 : Moordterras (TV)
- 1992 : De gouden jaren (serie de TV)
- 1992 : Het Glas van roem en dood (TV)